# 徐履祥
徐履祥（1512年—？），字子旋，直隸蘇州府長洲縣人，民籍，明朝政治人物。

## 生平
嘉靖十三年（1534年）甲午科應天鄉試第九十八名舉人，二十年（1541年）中式辛丑科會試第二百二十六名，三甲第二十七名進士。歷官至尚寶司司丞，三十四年十一月升本司少卿。

## 家族
曾祖徐淵；祖父徐朴；父徐燿，贈刑部主事。前母張氏；母楊氏；繼母王氏。慈侍下。子徐泰時。侄子徐申，萬曆丁丑進士。